# Tabula ansata

Schematische Darstellung einer tabula ansata.

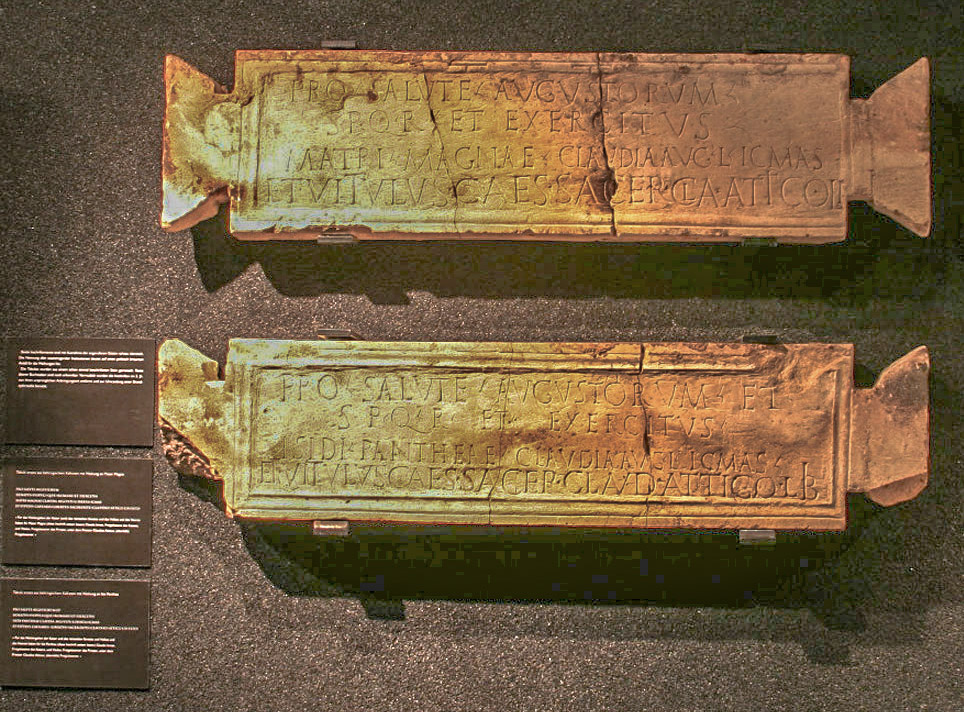
Tabulae ansatae der Claudia Icmas und des Virtulus, Mainz.

Eine tabula ansata (lat. „Tafel mit Handhaben“, Plural tabulae ansatae) ist eine rechteckige Inschriftentafel mit dreieckigen oder peltenformigen Ansätzen an den Schmalseiten. Rahmen in Form einer tabula ansata waren in der römischen Antike ein beliebtes Stilmittel bei der Einfassung von Inschriften. Diese finden sich vor allem bei reliefierten Steindenkmälern, wie dem Dativius-Victor-Bogen in Mainz, aber auch auf Alltagsgegenständen wie Geschirr oder auf Waffen.  Ihre Funktion war die Hervorhebung der eingefassten Inschrift.
Abwandlungen der tabula ansata sind:
- Ansätze in Blütenform (ansae duobus floribus effectae)
- Ansätze mit Kymatien (ansae ex cymatiis compositae)
- Ansätze, die in der Mitte eine stilisierte Rose aufweisen (ansae in medio eius rosa in formam geometricam redacta)

Die älteste bekannte tabula ansata wurde in Larisa in Griechenland gefunden. Es handelt sich hierbei um eine Votivinschrift an den Gott Enyalios aus dem 7. Jahrhundert v. Chr. Aus dem 6. Jahrhundert v. Chr. ist eine Tafel mit Handhaben aus Bronze aus Olympia bekannt.
Im Römischen Reich wurden gehenkelte Tafeln zunächst nur vom Militär und im kultisch-sakralen Bereich verwendet. Die Trajansäule zeigt beispielsweise römische Legionäre, deren Scuta mit tabulae ansatae versehen sind, auf denen die Einheitszugehörigkeit vermerkt ist. Gegen Ende des 2. und im 3. Jahrhundert n. Chr. wurden tabulae ansatae zunehmend auch auf Alltagsgegenständen verwendet. Sie waren bis in die Spätantike im Gebiet des Römischen Reichs weit verbreitet.

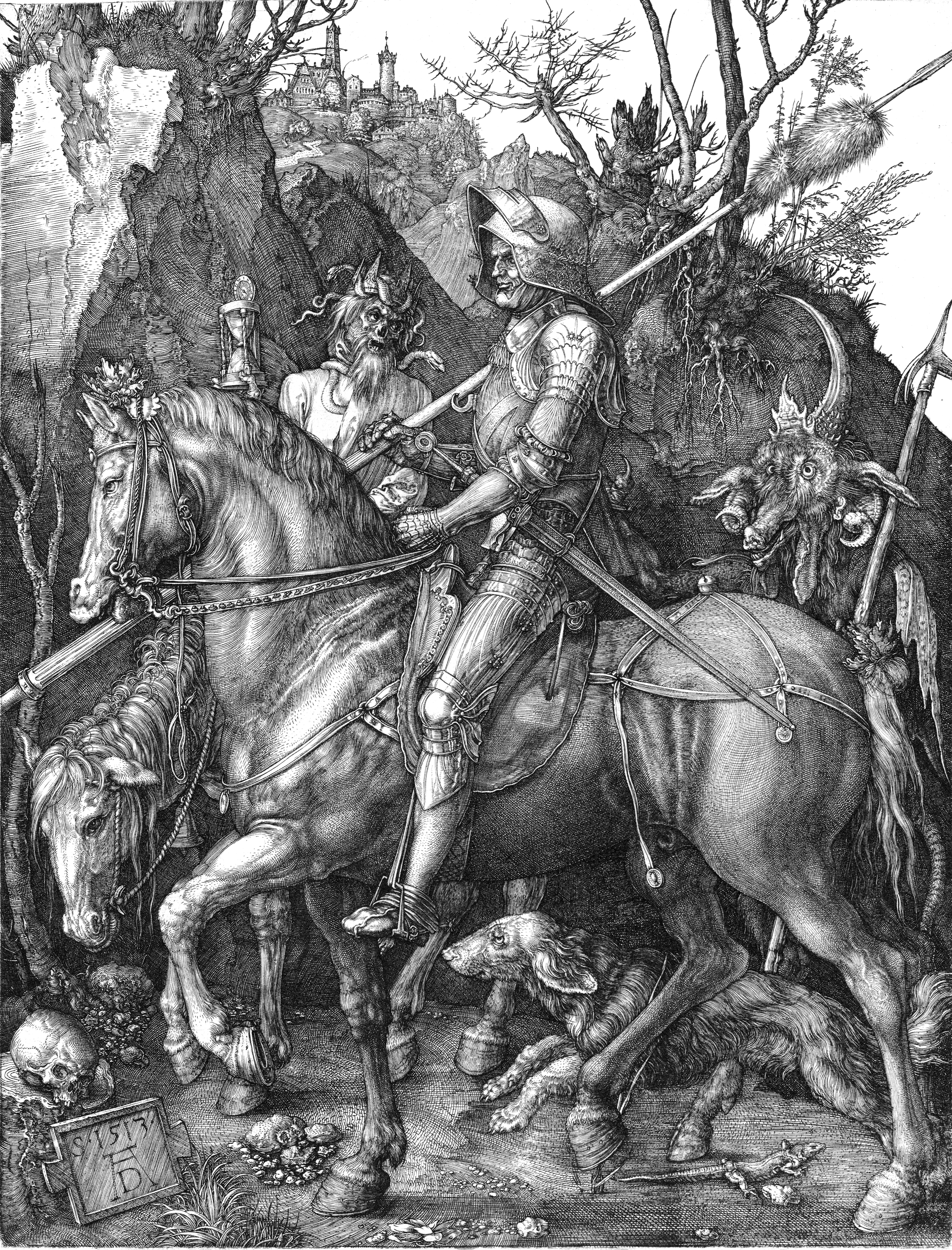
Ritter, Tod und Teufel von Albrecht Dürer (1513) mit Tabula ansata in der linken unteren Ecke des Stichs

In der Renaissance wurden solche antik gestalteten Tafeln mit Henkeln als Denkmal bzw. Epitaph (mit antikisierenden Inschriften) für geehrte Personen wieder benutzt, so bei einem Epitaph für den Stiftsdekan Engelhard Funck († 1513) vom Würzburger Neumünster oder in Albrecht Dürers Werk Ritter, Tod und Teufel.
Die amerikanische  Freiheitsstatue hält in ihrer linken Hand eine Tabula ansata mit der Aufschrift des Datums der amerikanischen Unabhängigkeitserklärung.